# DHC in het seizoen 1958/59
Het seizoen 1958/1959 was het vierde jaar in het bestaan van de Delftse betaaldvoetbalclub DHC. De club kwam uit in de Tweede divisie A en eindigde daarin op de tweede plaats, dit betekende rechtstreekse promotie naar de Eerste divisie. Tevens deed de club mee aan het toernooi om de KNVB beker, hierin werd in de eerste ronde, na verlenging, verloren van DHL (2–3).

## Wedstrijdstatistieken

### Tweede divisie A
|       | Baronie | DOSKO | EBOH  | EDO   | 't Gooi | Hilversum | LONGA | ONA   | UVS   | De Valk | Velox | Wilhelmina | Xerxes | Zeist |
| ----- | ------- | ----- | ----- | ----- | ------- | --------- | ----- | ----- | ----- | ------- | ----- | ---------- | ------ | ----- |
| Thuis | 6 – 1   | 1 – 0 | 2 – 0 | 1 – 2 | 2 – 0   | 1 – 0     | 3 – 1 | 3 – 0 | 1 – 1 | 1 – 3   | 3 – 0 | 4 – 1      | 1 – 1  | 3 – 2 |
| Uit   | 0 – 2   | 1 – 4 | 1 – 0 | 1 – 1 | 1 – 1   | 0 – 0     | 2 – 1 | 1 – 1 | 1 – 1 | 0 – 4   | 1 – 1 | 0 – 3      | 0 – 0  | 0 – 1 |

### KNVB beker
| Voorronde                                           | SVV                             | 0 – 3 (0 – 1)                      | DHC                                      |
| 28 september 1958 Plaats: Schiedam Frankelandsedijk |                                 |                                    | 33' Cor van Galen 46', 80' Jan van Miert |
| 1e ronde                                            | DHC                             | 2 – 2 (2 – 2, 2 – 0) Na verlenging | DHL                                      |
| 18 april 1959 Plaats: Delft Laan van Vollering      | Willem van Buuren Cor van Galen |                                    | –', –' Piet Nühn Appelman                |

## Statistieken DHC 1958/1969

### Eindstand DHC in de Nederlandse Tweede divisie A 1958 / 1969
| Stand | Gespeeld | Gewonnen | Gelijk | Verloren | Punten | Doelpunten voor | Doelpunten tegen |
| ----- | -------- | -------- | ------ | -------- | ------ | --------------- | ---------------- |
| 2e    | 28       | 15       | 9      | 4        | 39     | 52              | 21               |

### Topscorers
| #              | Naam               | Goal |
| -------------- | ------------------ | ---- |
| 1.             | Cor van Galen      | 16   |
| 2.             | Piet van Miert     | 15   |
| 3.             | Janus van der Gijp | 7    |
| 4.             | Leo Middendorp     | 4    |
| 5.             | Nico Halbe         | 2    |
| 5.             | Gerrit Lupker      | 2    |
| 5.             | Piet Zeegers       | 2    |
| 8.             | Dirk Bavelaar      | 1    |
| 8.             | Kees Glaudemans    | 1    |
| 8.             | Jan van Miert      | 1    |
| Eigen doelpunt |                    |      |
| 1.             | Vat (ONA)          | 1    |
| Totaal         | Totaal             | 52   |

| #      | Naam              | Goal |
| ------ | ----------------- | ---- |
| 1.     | Cor van Galen     | 2    |
| 1.     | Jan van Miert     | 2    |
| 3.     | Willem van Buuren | 1    |
| Totaal | Totaal            | 5    |